# سناح (يافع)

تعديل مصدري - تعديل

سناح هي إحدى قرى عزلة لبعوس بمديرية يافع التابعة لمحافظة لحج، بلغ تعداد سكانها 230 نسمة حسب تعداد اليمن لعام 2004.